# Kispapmező község
Kispapmező község (románul: Comuna Pomezeu) község Bihar megyében, Romániában. Központja Kispapmező, beosztott falvai Hegyes, Kosgyán, Lacu Sărat, Nagypapmező, Papmezővalány, Szitány, Tősfalva.

## Népessége
A 2011-es népszámlálás adatai alapján a község népessége 2922 fő volt.